# Tiétar
Tiétar – gmina w Hiszpanii, w prowincji Cáceres, w Estramadurze, o powierzchni 23,91 km². W 2013 roku gmina liczyła 948 mieszkańców.